# ری‌را عباسی
ری‌را عباسی (متولد ۱۳۴۱) شاعر و نویسندهٔ ایرانی است.
او در تابستان ۱۳۸۴ برندهٔ جایزهٔ پروین اعتصامی شد.

## آثار
- صلح: شعر زندگی (نخستین اثر چندزبانه شاعران معاصر و برگزیدگان نخستین جشنواره بین‌المللی شعر صلح - ایران)، ری را عباسی، ناشر: نگاه
- خرس و تب مارکز، ری را عباسی، ناشر: تمدن علمی[۴]
- زن زندگی اقوام ایرانی، ری را عباسی (مقدمه)، حمیده ذوالفقاری (عکاس)، ناشر: فرهنگسرای میردشتی
- چه کسی پنهان تر ترا دوست دارد (منظومه)، ری را عباسی، ناشر: مینا
- شاعران صلح، مجموعه شعری از شاعران معاصر، ری را عباسی، ناشر: قطره
- وارونگی[۵]
- قورباغه حلبی
- ولنتاین/ گوسفند سفید[۶]